# Yudra Nyingpo
Yudra Nyingpo (g.yu sgra snying po), (c. IXe siècle), était un érudit et un grand traducteur dans le bouddhisme tibétain. Il connaissait particulièrement bien les enseignements dzogchen.

## Sources
- Site TBRC en anglais.
- The Lawudo Lama: Stories of Reincarnation from the Mount Everest Region de Jamyang Wangmo, éditeur Wisdom Publications, Appendix III.